# Echinophora
Echinophora Tourn. ex L., 1753 è un genere di piante angiosperme della famiglia delle Apiacee.

## Tassonomia
Il genere comprende le seguenti specie:
- Echinophora chrysantha Freyn & Sint.
- Echinophora cinerea (Boiss.) Hedge & Lamond
- Echinophora lamondiana Yıldız & Z.Bahcecioglu
- Echinophora orientalis Hedge & Lamond
- Echinophora platyloba DC.
- Echinophora scabra Gilli
- Echinophora sibthorpiana Guss.
- Echinophora spinosa L.
- Echinophora tenuifolia L.
- Echinophora tournefortii Jaub. & Spach
- Echinophora trichophylla Sm.